# Neil Pointon
Neil Geoffrey Pointon (* 28. November 1964 in Warsop) ist ein ehemaliger englischer Fußballspieler. Der linke Außenverteidiger, der seine Stärken im Zweikampf und in den Flankenläufen sowie bei langen Einwürfen hatte, gewann mit dem FC Everton 1987 die englische Meisterschaft und war in den 1990er-Jahren noch mit Manchester City, Oldham Athletic sowie in Schottland Heart of Midlothian für weitere Erstligisten aktiv.

## Sportlicher Werdegang

### Über Scunthorpe zum FC Everton (1982–1990)
Nachdem er im Juni 1979 zunächst der Jugendabteilung von Nottingham Forest beigetreten war, wechselte Pointon zwei Jahre später in den Nachwuchsbereich von Scunthorpe United. Noch vor Erhalt des ersten Profivertrags in der Saison 1982/83 war er dort am 6. Februar 1982 gegen Torquay United (0:2) zu seinem Ligadebüt gekommen und nach dem Abstieg in die vierte Liga war er sofort integraler Bestandteil einer Mannschaft, der im Frühjahr 1983 die Rückkehr in die Drittklassigkeit gelang. Diesen Achtungserfolg konnte der junge Linksverteidiger jedoch nur kurz genießen und obwohl er mit 45 Ligaeinsätzen in der Saison 1983/84 nur einmal weniger als im Vorjahr zum Einsatz gekommen war, ging es auf direktem Weg wieder zurück in die vierte Liga. Nach einem vergeblichen Wiederaufstiegsversuch verließ Pointon den Klub kurz nach Beginn der Saison 1985/86 im November 1985 in Richtung des amtierenden englischen Meisters FC Everton.
In Everton hatte man nach zahlreichen Verletzungen Handlungsbedarf auf der linken Abwehrseite ausgemacht, die vor allem dadurch entstanden waren, weil der dort normalerweise agierende Pat Van Den Hauwe im Zentrum auszuhelfen hatte. Am 9. November 1985 debütierte Pointon beim 6:1-Sieg gegen den FC Arsenal und nach zwei weiteren Einwechslungen spielte er sich dann kurz vor Weihnachten in die Stammformation, bevor ihn Ende März 1986 eine Verletzung außer Gefecht setzte und er dadurch auch bei der Finalniederlage im FA Cup gegen den Lokalrivalen FC Liverpool (1:3) fehlte. Obwohl er in der anschließenden Saison 1986/87 mit den „Toffees“ die englische Meisterschaft gewann, war sein Beitrag auf eine kurze Phase zwischen Ende November 1986 und Ende Januar 1987 als vorübergehende Lösung mit zwölf Pflichtspieleinsätzen in Serie auf der linken Seite beschränkt. Ansonsten wurden ihm zumeist Van Den Hauwe oder Paul Power vorgezogen. Trotzdem hatte er damit genügend Partien für den Erhalt einer offiziellen Medaille angesammelt. Obwohl er in der Saison 1987/88 vor allem in der Rückrunde seine beständigsten Leistungen in Everton zeigte, stand er in der Rangordnung weiter hinter Van den Hauwe zurück. Als dieser zur Spielzeit 1989/90 den Klub verließ und der im Jahr zuvor als Rechtsverteidiger gekaufte Neil McDonald nach acht anfänglichen Einsätzen Pointons auf die linke Seite gezogen wurde, kündigte sich dessen baldiger Abschied an, der schließlich im Juli 1990 mit dem Transfer zum Erstligakonkurrenten Manchester City für eine Ablösesumme von 600.000 Pfund und im Austausch für Andy Hinchcliffe besiegelt wurde.

### Manchester City & Oldham Athletic (1990–1995)
In den zwei Jahren für die „Citizens“ war Pointon Stammspieler und mit einem späten Siegtreffer bei seinem zweiten Einsatz gegen Aston Villa eroberte er sich rasch die Herzen der neuen Anhänger. Sein bis dato sportlich erfolgreichstes Jahr verlebte er in der Saison 1991/92, als er mit 39 Ligaeinsätzen Schlüsselspieler in einer Mannschaft war, die wie im Vorjahr ein weiteres Mal den fünften Rang eroberte und den Verein damit drei Jahre nach dem Wiederaufstieg in der englischen Eliteklasse etablierte.
Als die Premier League zur Saison 1992/93 in ihr erstes Jahr ging, heuerte Pointon beim damals in der höchsten englischen Liga aktiven Oldham Athletic unter Trainer Joe Royle an. Dort war er mit seiner Zweikampfstärke in der Abwehr und den Flankenläufen in der Offensive ein wichtiger Faktor im Kampf um den Klassenerhalt und nach einer knappen „Rettung“ im ersten Jahr stieg er in der Spielzeit 1993/94 mit den „Latics“ als Vorletzter in die zweite Liga ab. Dort blieb er dem Verein weiter erhalten und bestritt bis Oktober 1995 weitere 36 Ligapartien. Besondere mediale Beachtung fand dazu seine lange Schnittwunde aus der Begegnung gegen Port Vale, die mehr als 40 cm maß. Nach vier Einsätzen in den ersten sechs Spielen in der Saison 1995/96 sortierte ihn der Trainer Graeme Sharp – ehemals Mitspieler von Pointon in Everton – dann aus und Anfang Oktober 1995 ließ dieser ihn für 50.000 Pfund zum schottischen Erstligisten Heart of Midlothian ziehen.

### Letzte Karrierestationen (1995–2001)
In den noch verbliebenen Saisonspielen steuerte Pointon 22 Ligaspiele und drei -tore bei. Dazu erreichte er mit den „Hearts“ das Endspiel im schottischen Pokal, das mit 1:5 gegen die Glasgow Rangers verloren ging. Neben seiner angestammten Position des Linksverteidigers bekleidete Pointon in Edinburgh auch offensivere Rollen und als linker offensiver Mittelfeldspieler ging er im August 1996 in die Qualifikationsspiele gegen Roter Stern Belgrad im Europapokal der Pokalsieger, in denen die Hearts nach zwei Remis (0:0, 1:1) aufgrund der Auswärtstorregel ausschieden. Pointons Engagement in Schottland dauerte bis Sommer 1998 an. Dabei nahm sein Verein im Mai 1998 nach einem 2:1-Endspielsieg gegen die Rangers ohne ihn im FA Cup erfolgreich Revanche für die Niederlage zwei Jahre zuvor und im Anschluss kehrte Pointon ablösefrei zurück nach England zum dortigen Drittligisten FC Walsall.
Bei den „Saddlers“ war er sofort Führungsspieler, verpasste in der Saison 1998/99 lediglich drei Spiele und übernahm in der Rückrunde die Kapitänsbinde. Daraufhin offerierte ihm sein neuer Arbeitgeber nach dem Aufstieg in die zweite Liga die Verlängerung seines zunächst auf ein Jahr ausgelegten Vertrags. Bis November 1999 blieb er auf seiner linken Abwehrseite zunächst weiter Stammspieler, bevor ihn Gino Padula verdrängte und Pointon sich daraufhin nach der Jahreswende dem Drittligisten FC Chesterfield anschloss. In Chesterfield half er bei seinem Debüt dabei, mit einem 1:0-Erfolg gegen den FC Brentford eine Serie von 21 Spielen ohne Sieg zu beenden. Im Abstiegskampf schien er ein wichtiger Spieler zu werden, bevor ihn eine Verletzung zu Pausen zwang und er somit auf dem Weg zum Abstieg über den letzten Platz nicht mehr entscheidend zum Einsatz kam. Daraufhin lief sein Vertrag in Chesterfield aus und sein weiterer Weg führte ihn in die Football Conference zu Hednesford Town. Bei dem semiprofessionellen Klub nahm er neben seiner Spielerfunktion auch erstmals die Rolle des Cheftrainers wahr. Diese erste Erfahrung endete jedoch enttäuschend mit einem weiteren Abstieg als Tabellenletzter im Frühjahr 2001.

## Titel/Auszeichnungen
- Englische Meisterschaft (1): 1987
- Charity Shield (1): 1987